# 8月6日
8月6日（はちがつむいか）は、グレゴリオ暦で年始から218日目（閏年では219日目）にあたり、年末まであと147日ある。

## できごと
- 1027年 - ノルマンディー公リシャール3世の息子ロベールがロベール1世としてノルマンディー公に就任した。のちにロベール華麗公と称された。
- 1439年（永享11年6月27日） - 二十一代集の最後の『新続古今和歌集』が完成[1]。
- 1566年 - オスマン・ハプスブルク戦争: スィゲトヴァール包囲戦が開始。
- 1578年（天正6年7月3日） - 上月城の戦い: 尼子勝久らが自刃し尼子氏が滅亡。
- 1585年（天正13年7月11日）- 羽柴秀吉が近衛前久の猶子として関白の位に就く。
- 1623年 - ウルバヌス8世がローマ教皇に選出される。
- 1791年 - ベルリンのブランデンブルク門が竣工。
- 1806年 - フランツ2世が「神聖ローマ皇帝」の称号を自ら放棄し、神聖ローマ帝国が名実ともに解体。
- 1825年 - ボリビアがスペインから独立。
- 1869年（明治2年6月29日）- 戊辰戦争の官軍側戦死者を祀る神社として東京招魂社（現靖国神社）が創建。
- 1890年 - ニューヨーク州のオーバーン刑務所でウィリアム・ケムラーに対し史上初の電気椅子による死刑が執行される。
- 1896年 - フランスがマダガスカルの植民地化を宣言[2]。
- 1914年 - 第一次世界大戦: オーストリア・ハンガリー帝国がロシア帝国に宣戦布告。
- 1914年 - 第一次世界大戦: セルビアがドイツ帝国に宣戦布告。
- 1914年 - 第一次世界大戦: モンテネグロ王国がドイツ帝国に宣戦布告。
- 1916年 - 第一次世界大戦: 第六次イゾンツォの戦いが起こる。
- 1923年 - 徳島県鳴門市の区内観測所で42.5℃を観測[3]。
- 1926年 - 東京放送局・大阪放送局・名古屋放送局を統合して社団法人日本放送協会 (NHK) を設立。
- 1926年 - アメリカの水泳選手・ガートルード・エダール（英語版）が、女性で初めてドーバー海峡を泳ぎ切る。
- 1926年 - 関東大震災の義援金で設立された同潤会が、東京市押上本所に日本初の公営鉄筋アパート「中之郷アパートメント」を建設。
- 1930年 - ニューヨーク州最高裁判所判事ジョセフ・クレーターが失踪する未解決事件が発生。
- 1932年 - 第1回ヴェネツィア国際映画祭が開催される。
- 1940年 - バルト諸国占領: ソビエト連邦がエストニアを併合[4]。
- 1945年 - 第二次世界大戦: 広島市への原子爆弾投下。
- 1945年 - 第二次世界大戦・日本本土空襲: 都城大空襲。都城駅が全焼。
- 1948年 - 女子パウロ会が日本での活動をはじめる。
- 1948年 - ロンドンオリンピックの競泳競技と同じ日程で開催された競泳日本選手権大会で、古橋廣之進が1500m自由形で当時の世界記録を上回る18分37秒8を記録。ただし、日本は国際水泳連盟から追放されていたため、世界記録としては非公認[5]。
- 1949年 - 弘前大学教授夫人殺人事件が起こる。
- 1949年 - 広島平和記念都市建設法公布・施行。
- 1955年 - 第1回原水爆禁止世界大会が広島で開催される。
- 1955年 - 東京大学生産技術研究所が秋田ロケット実験場においてペンシルロケットの飛翔実験に成功。
- 1959年 - 鹿児島県大隅半島に台風第6号が上陸。四国南部、紀伊半島西部、関東地方を経て銚子市の沖合に抜けた。長崎県、大分県、宮崎県、鹿児島県を中心に土砂災害などで死者・行方不明16人を出す被害[6]。
- 1961年- ソ連がゲルマン・チトフを乗せた宇宙船ボストーク2号の打ち上げに成功。
- 1962年 - ジャマイカがイギリスから独立。
- 1964年 - 東京大渇水が深刻化。東京の17区では、1日15時間断水する第四次給水制限を開始[7]。
- 1966年 - ニチボー貝塚女子バレーボール部の連勝記録が258でストップ。
- 1971年 - 佐藤榮作首相が現職首相で初めて広島平和式典に出席[8]。
- 1975年 - 青森県の岩木山麓で土石流が発生（岩木山百沢土石流災害）。
- 1981年 - 香川県仁尾町（現・三豊市）の電源開発・仁尾太陽熱試験発電所で世界初の太陽熱発電に成功[9]。
- 1983年 - 日本の静止通信衛星「さくら2号b」がN-IIロケット4号機で種子島宇宙センターから打ち上げられる。
- 1988年 - 第一回原爆ドーム合作絵画の会が開催。
- 1990年 - 湾岸戦争: 国連安保理がイラクのクウェート侵攻への経済制裁として、イラクに対し国連加盟国が全面禁輸を行うという内容の決議661号を採択。
- 1990年 - 陸上自衛隊が90式戦車を制式化。
- 1991年 - ティム・バーナーズ＝リーが、自身が開発したWorld Wide Webに関する情報をネットニュースで公開し、世界初のWebサイトを開設。
- 1993年 - 土井たか子が衆議院議長に就任。日本の国会初の女性議長。
- 1993年 - 特別国会にて細川護熙が内閣総理大臣に指名される（細川内閣）。1955年体制が崩壊し、38年ぶりの非自民党政権が確定。
- 1993年 - 鹿児島市を中心とした地域で集中豪雨の被害（平成5年8月豪雨）。
- 1996年 - アメリカ航空宇宙局が南極で採取された火星由来の隕石の破片「アラン・ヒルズ84001」から微小な生命活動が行われた可能性を示す物質が検出されたと発表。
- 1997年 - 大韓航空801便墜落事故。ソウル発グアム行きの大韓航空機がグアム国際空港への着陸進入中に墜落、乗員乗客254名中228名が死亡。
- 1997年 - マイクロソフトが1億5000万ドル相当のApple Computer株を購入し、両社は業務提携およびライセンス交換に合意する。
- 2000年 - 東京急行電鉄が運転系統を再編。目蒲線を目黒線と東急多摩川線に分離。新玉川線を田園都市線に編入。また、二子玉川園駅を二子玉川駅に、多摩川園駅を多摩川駅に改称した。
- 2002年 - AKS素数判定法がインド工科大学の教授と学生3名の連名の論文で発表。
- 2003年 - 上海協力機構加盟5か国（中国・ロシア・ウズベキスタン・キルギスタン・タジキスタン）がテロ対策を目的とした合同軍事演習を実施。8月12日まで。
- 2006年 - F1ハンガリーGPにてホンダF1のジェンソン・バトンが優勝した。オールホンダにとっては、1967年のイタリアGPのジョン・サーティース以来39年ぶりの勝利となった。
- 2008年 - モーリタニアで大統領警護隊のウルド・アブドルアジズらがクーデター（英語版）を起こし、シディ・モハメド・ウルド・シェイク・アブダライ大統領を拘束。国営テレビ局やラジオ局、国際空港が封鎖された[10]。
- 2011年 - イギリス暴動: 8月4日にロンドン北部で黒人男性が警官に射殺された事件をきっかけに、英国各地の都市で暴動が発生。この日、ロンドン北部のトッテナムで、抗議デモに続いて暴動が発生し、警察車両やバス、店舗が放火され、略奪が行われた[11]。
- 2021年 - 小田急線刺傷事件が発生[12]。
- 2024年 - 東京証券取引所の日経平均株価の終値が前日比3,217円04銭高を記録。歴代最大の上昇幅となる[13]。
- 2024年 - ロシアのウクライナ侵攻: ウクライナがロシア西部のクルスク州への侵攻を開始。

## 誕生日

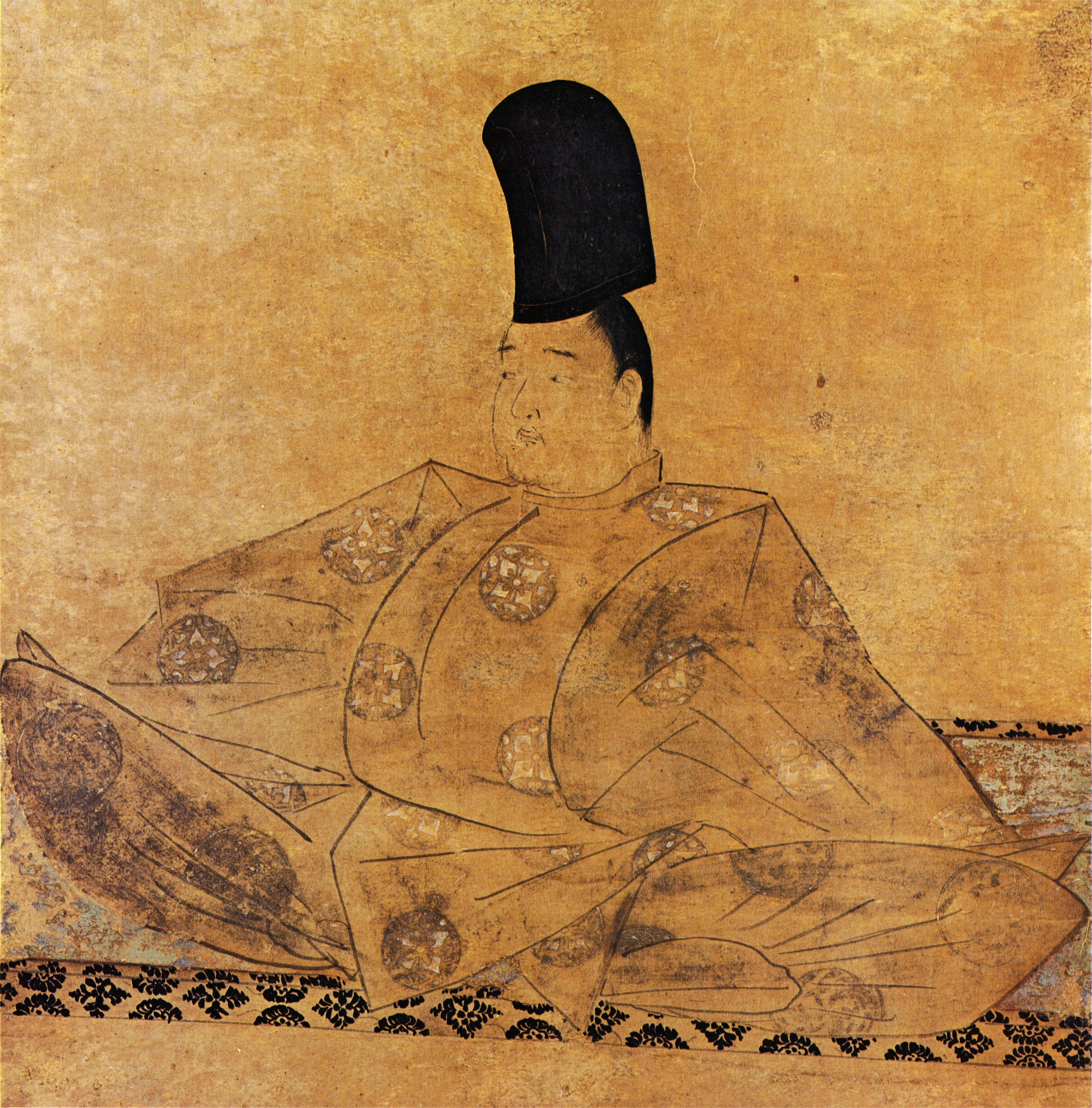
後鳥羽天皇(1180-1239)誕生。画像は水無瀬神宮所蔵後鳥羽院像（伝藤原信実筆）。

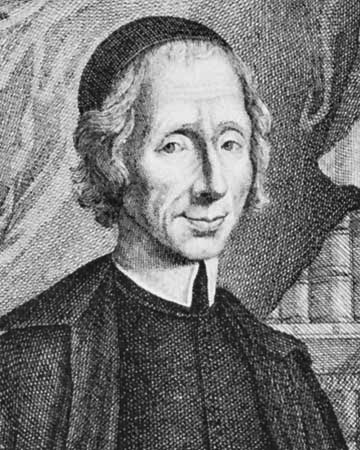
哲学者ニコラ・ド・マルブランシュ(1638-1715)誕生。

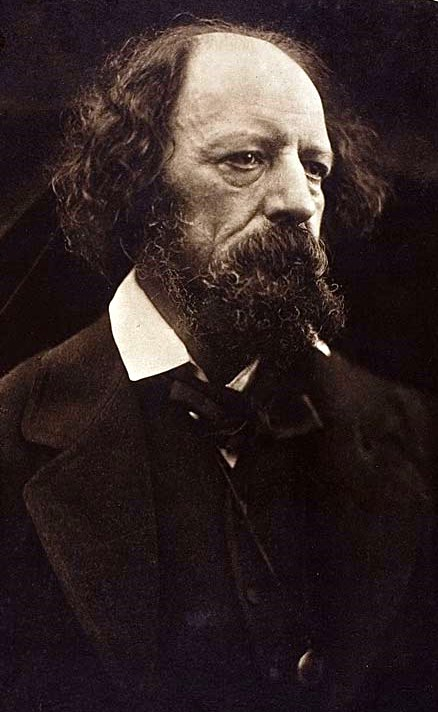
桂冠詩人、アルフレッド・テニスン(1809-1892)誕生。

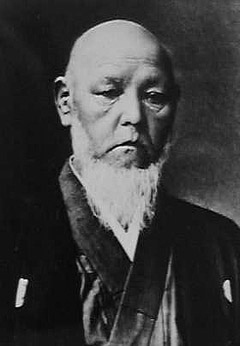
農学者、教育者津田仙(1837-1908)誕生。学農社農学校を設立し、西洋農法の普及に努める。津田梅子は仙の次女。

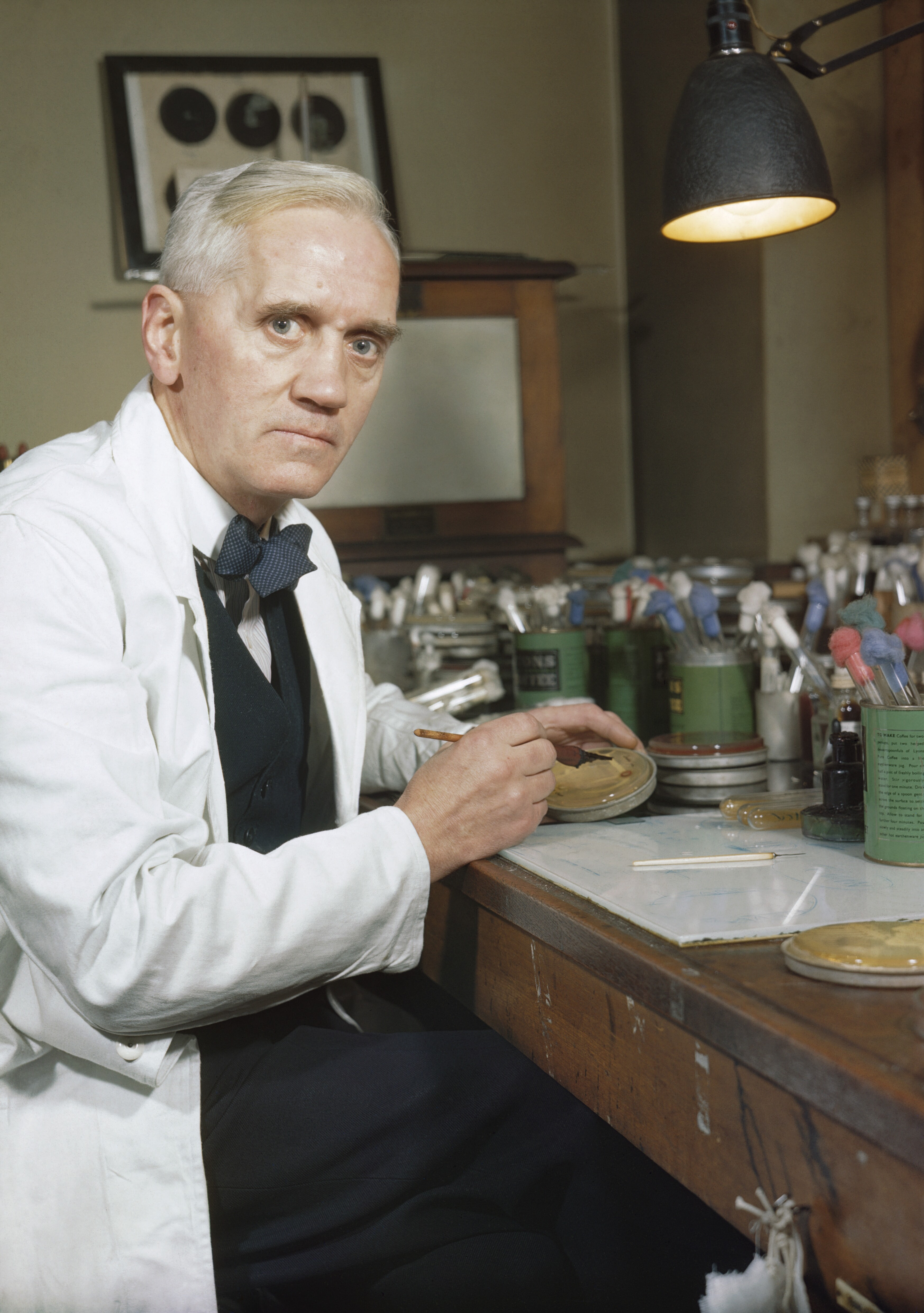
細菌学者アレクサンダー・フレミング(1881-1955)。ペニシリンを発見。

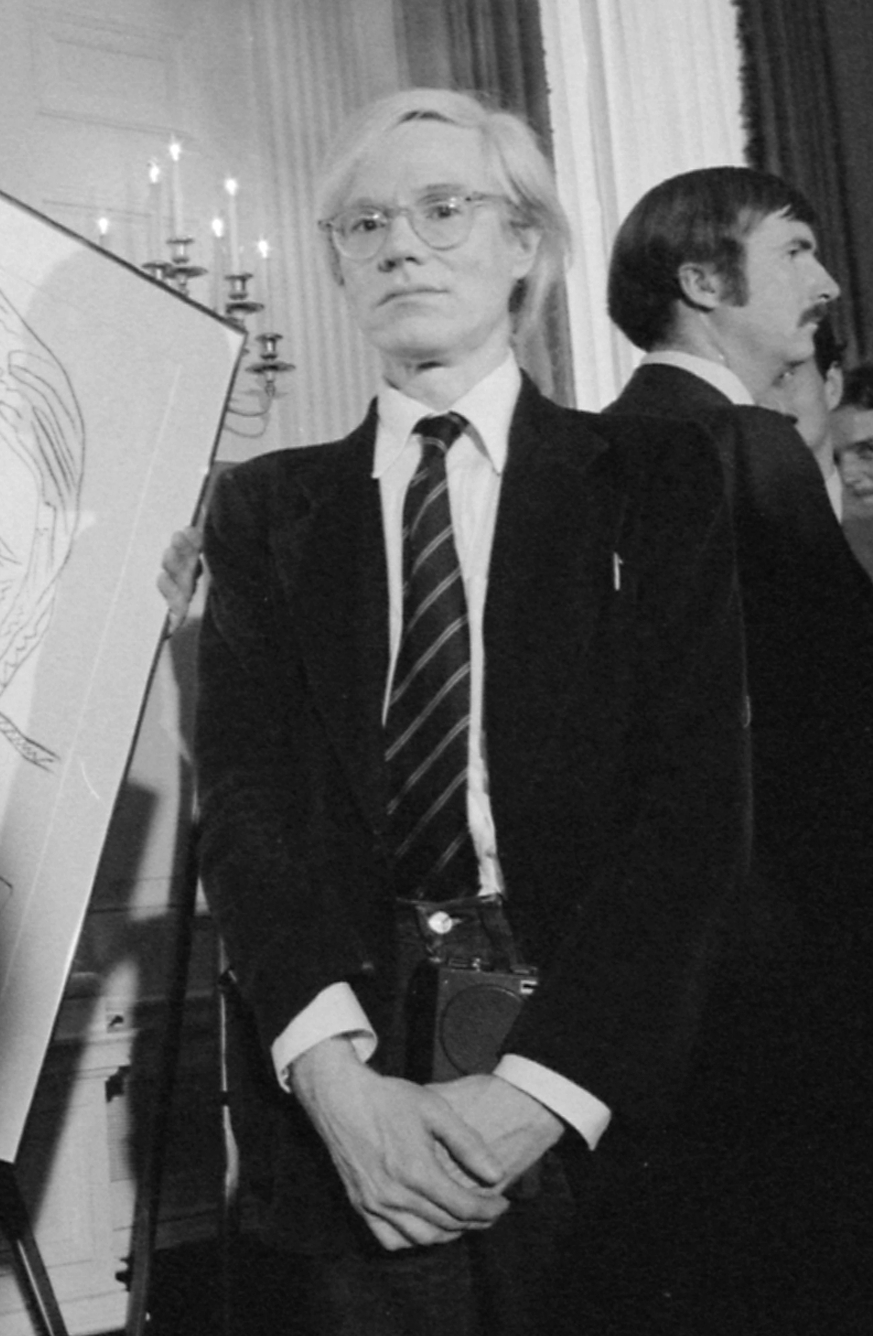
芸術家アンディー・ウォーホル(1928-1987)誕生。

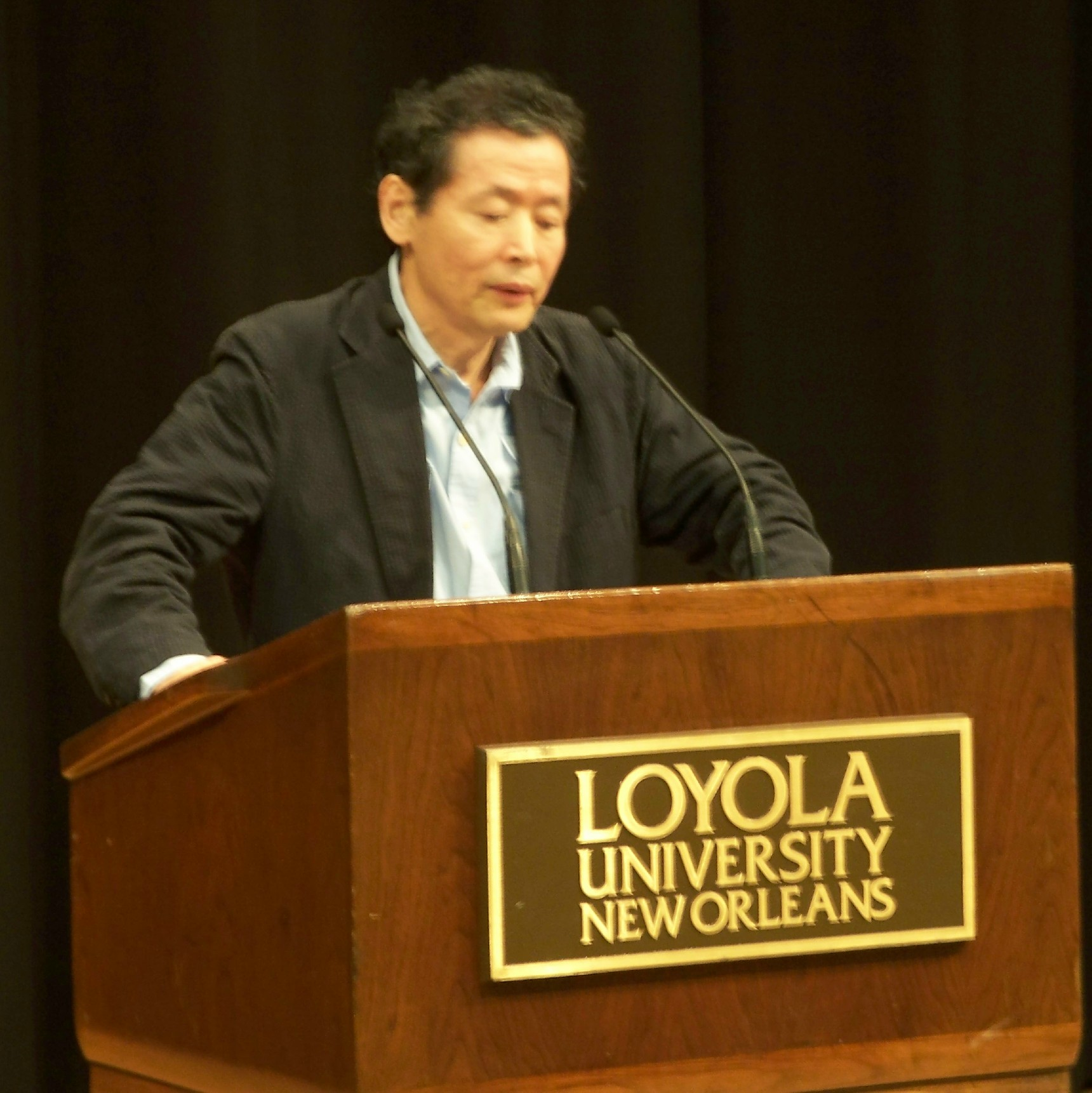
批評家、柄谷行人(1941-)誕生。

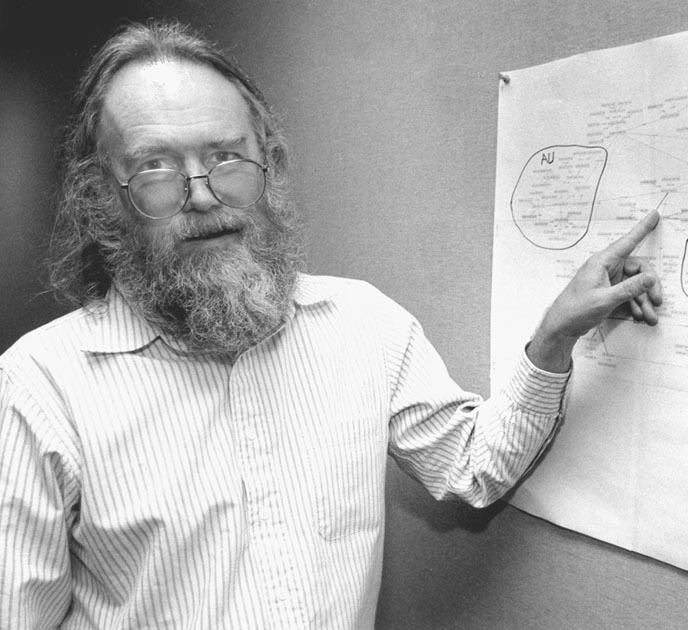
計算機科学者、ジョン・ポステル(1943-1998)誕生。

- 1180年（治承4年7月14日） - 後鳥羽天皇、第82代天皇（+ 1239年）
- 1504年 - マシュー・パーカー、カンタベリー大主教、神学者（+ 1575年）
- 1638年 - ニコラ・ド・マルブランシュ、哲学者（+ 1715年）
- 1644年 - ルイーズ・ド・ラ・ヴァリエール、フランス王・ルイ14世の愛妾（+ 1710年）
- 1682年（天和2年7月4日） - 小笠原忠基、豊前国小倉藩主（+ 1752年）
- 1697年 - カール7世、神聖ローマ皇帝（+ 1745年）
- 1738年（元文3年6月21日） - 林子平、江戸時代の経世家（+ 1793年）
- 1766年 - ウイリアム・ウォラストン、化学者、物理学者、天文学者（+ 1828年）
- 1768年 - ジャン＝バティスト・ベシェール、軍人、フランスの元帥（+ 1813年）
- 1798年（寛政10年6月24日） - 大田原愛清、下野国大田原藩主（+ 1847年）
- 1809年 - アルフレッド・テニスン、詩人（+ 1892年）
- 1824年（文政4年6月15日） - 水野忠武、駿河国沼津藩主（+ 1844年）
- 1837年（天保8年7月6日） - 津田仙、農学者、キリスト教学者（+ 1908年）
- 1846年（弘化6年6月15日） - 本多助成、信濃国飯山藩主（+ 1868年）
- 1850年（嘉永3年6月29日） - 田尻稲次郎、専修大学創立者、東京市長（+ 1923年）
- 1851年（嘉永4年7月10日） - 水野忠敬、駿河国沼津藩主・子爵（+ 1907年）
- 1855年（安政2年6月24日） - 石川成之、伊勢国亀山藩主（+ 1878年）
- 1856年 - アポリナリー・ヴァスネツォフ、画家、美術家（+ 1933年）
- 1859年 - アルフレート・ヘットナー、地理学者（+ 1941年）
- 1868年 - ポール・クローデル、詩人、劇作家、外交官（+ 1955年）
- 1874年 - チャールズ・フォート、作家（+ 1932年）
- 1875年 - 松田重次郎、実業家、マツダ創業者（+ 1952年）
- 1881年 - アレクサンダー・フレミング、細菌学者（+ 1955年）
- 1884年 - シェリー・マギー、プロ野球選手（+ 1929年）
- 1888年 - 長與善郎、作家（+ 1961年）
- 1891年 - レオナード・ホークス、地質学者（+ 1981年）
- 1894年 - 井上武士、作曲家（+ 1974年）
- 1896年 - 横田喜三郎、国際法学者（+ 1993年）
- 1896年 - エルネスト・レクオーナ、音楽家（+ 1963年）
- 1902年 - ダッチ・シュルツ、ギャング（+ 1935年）
- 1902年 - ソロモン、ピアニスト（+ 1988年）
- 1904年 - ジュリアーノ・ボンファンテ、言語学者（+ 2005年）
- 1906年 - 杉山昌三九、俳優（+ 1906年）
- 1909年 - 原ひさ子、女優（+ 2005年）
- 1909年 - 石川桂郎、俳人、小説家、随筆家（+ 1975年）
- 1911年 - ルシル・ボール、女優（+ 1989年）
- 1913年 - 園井恵子、女優（+ 1945年）
- 1914年 - 伊原徳栄、元プロ野球選手（没年不詳）
- 1916年 - 松尾文人、俳優（没年不詳）
- 1916年 - リチャード・ホフスタッター、政治史家（+ 1970年）
- 1916年 - ヘルムート・リップフェルト、ドイツ空軍のエース・パイロット（+ 1990年）
- 1917年 - 野口明、プロ野球選手、監督（+ 1996年）
- 1917年 - ロバート・ミッチャム、俳優（+ 1997年）
- 1920年 - 古山高麗雄、小説家（+ 2002年）
- 1920年 - 三原純子、歌手（+ 1959年）
- 1925年 - 笑福亭松之助、落語家、俳優（+ 2019年）
- 1926年 - 柳家さん助 (2代目)、落語家（+ 2011年）
- 1927年 - 喜味こいし、漫才師（戸籍上は11月5日）（+ 2011年）
- 1927年 - 菅原都々子、歌手（戸籍上は8月15日）
- 1928年 - アンディー・ウォーホル、画家（+ 1987年）
- 1930年 - 荒川博、プロ野球選手（+ 2016年）
- 1930年 - 川口芳弘、元プロ野球選手
- 1931年 - 山下健、プロ野球選手（+ 2006年）
- 1931年 - 奈良不二也、プロ野球選手（+ 1987年）
- 1932年 - 種田弘、プロ野球選手（+ 2018年）
- 1934年 - ピアズ・アンソニイ、小説家、SF作家、ファンタジー作家
- 1935年 - 太田武、元プロ野球選手
- 1937年 - バーデン・パウエル、ギタリスト、作曲家（+ 2000年）
- 1937年 - バーバラ・ウィンザー、女優（+ 2020年）
- 1938年 - 和田周、俳優、声優、劇作家（+ 2020年）
- 1939年 - 進藤榮一、国際政治学者
- 1940年 - 結城貢、料理研究家 （+ 2022年）
- 1941年 - 柄谷行人、文芸評論家、哲学者
- 1942年 - 串田和美、俳優、演出家
- 1942年 - 益子峰行、元スキージャンプ選手
- 1942年 - 山本公士、元プロ野球選手（+ 2023年）
- 1943年 - ジョン・ポステル、コンピュータ科学者（+ 1998年）
- 1944年 - 細川清、裁判官 （+ 2012年）
- 1945年 - 井沢満、脚本家
- 1945年 - アンディ・メサースミス、元プロ野球選手
- 1945年 - 坂井義則、陸上競技選手、フジテレビ社員（+ 2014年）
- 1946年 - 堺正章、タレント、歌手、俳優、司会者、ラジオパーソナリティ
- 1946年 - 三遊亭好楽、落語家
- 1946年 - 左高啓三、建築家、都市計画家
- 1946年 - 原科幸彦、研究者
- 1946年 - アラン・ホールズワース、ギタリスト（+ 2017年）
- 1946年 - 五十嵐武士、政治学者、東京大学名誉教授（+ 2013年）
- 1946年 - 市川團十郎 (12代目)、歌舞伎役者（+ 2013年）
- 1947年 - 高橋克彦、推理作家
- 1947年 - 山崎洋子、小説家
- 1947年 - 工藤千博、ヴァイオリニスト（+ 2009年）
- 1949年 - マイク・ラインバック、プロ野球選手（+ 1988年）
- 1949年 - 斎藤英雄、プロ野球選手
- 1951年 - 足立謙三、裁判官
- 1951年 - 倉成正和、政治家
- 1951年 - キャサリン・ヒックス、女優
- 1952年 - ヴィニー・ヴィンセント、ギタリスト
- 1954年 - 新谷嘉孝、元プロ野球選手
- 1955年 - ロン・デービス、元プロ野球選手
- 1957年 - ボブ・ホーナー、元プロ野球選手
- 1958年 - 辰巳琢郎、俳優
- 1959年 - 米村明、元プロ野球選手
- 1960年 - 森脇浩司、元プロ野球選手、監督
- 1960年 - 柴原実、元プロ野球選手
- 1960年 - 鈴木裕美子、自転車競技選手
- 1961年 - 根岸貴幸、作曲家、編曲家、音楽プロデューサー
- 1962年 - 長岡勝、元スキージャンプ選手
- 1962年 - ミシェル・ヨー、女優
- 1963年 - ケビン・ミトニック、ハッカー（+ 2023年）
- 1963年 - 坂田和隆、プロ野球選手
- 1963年 - 檀臣幸、声優（+ 2013年）
- 1964年 - 吉崎修、元陸上競技選手
- 1965年 - 梶浦由記、作曲家（See-Saw）
- 1965年 - 古田敦也、元プロ野球選手、監督
- 1965年 - 津野浩、元プロ野球選手
- 1965年 - 野村裕二、元プロ野球選手
- 1965年 - デビッド・ロビンソン、バスケットボール選手
- 1965年 - 久島海啓太、大相撲力士、年寄14代田子ノ浦（+ 2012年）
- 1967年 - 高木優佳、声優
- 1967年 - 森下恵理、シンガーソングライター、タレント
- 1967年 - 藤咲淳一、アニメーション監督
- 1967年 - 君塚直隆、歴史学者
- 1967年 - 南部正司、元バレーボール選手、監督
- 1968年 - 山下和輝、元プロ野球選手
- 1968年 - ダリル・スコット、元プロ野球選手
- 1968年 - 山尾伸一、元プロ野球選手
- 1969年 - 坪井直樹、アナウンサー
- 1969年 - エリオット・スミス、シンガーソングライター（+ 2003年）
- 1969年 - 服部文夫、元プロ野球選手
- 1969年 - 佐々木昌信、プロ野球審判員
- 1970年 - 秋田豊、サッカー監督、元サッカー選手
- 1970年 - 巌雄謙治、元大相撲力士、年寄20代山響
- 1970年 - M・ナイト・シャマラン、映画監督
- 1971年 - 山口祥行、俳優
- 1971年 - 星田英利、お笑い芸人
- 1971年 - マグナム小林、ヴァイオリン漫談家
- 1971年 - 丸岡いずみ、ニュースキャスター、タレント
- 1971年 - 吉川由里、スノーボード選手
- 1972年 - 山作戰、インディーズ・アーティスト
- 1972年 - 中嶋優一、テレビプロデューサー
- 1972年 - 武田明子、元アナウンサー
- 1972年 - 新里紹也、元プロ野球選手
- 1972年 - ジェリ・ハリウェル、歌手（スパイス・ガールズ）
- 1973年 - 北川千晶、アナウンサー
- 1973年 - ヴェラ・ファーミガ、女優
- 1973年 - スチュアート・オグレディ、自転車競技選手
- 1974年 - 椎名純平、シンガーソングライター
- 1974年 - 吉兼聡、ミュージシャン（ZAZEN BOYS）
- 1975年 - さかなクン、タレント
- 1975年 - 中尾一貴、ミュージシャン、声優、俳優
- 1975年 - TaQ、作曲家
- 1975年 - 黒鳥文絵、元水泳選手、指導者
- 1976年 - 柳瀬洋平、アナウンサー
- 1977年 - 玉井夕海、歌手、女優
- 1977年 - 木村武之、オートレース選手
- 1977年 - 山口弘佑、元プロ野球選手
- 1978年 - 彭政閔、元プロ野球選手
- 1978年 - 長谷川忍、お笑い芸人（シソンヌ）
- 1979年 - 奥菜恵、歌手、女優
- 1980年 - 久保康友、プロ野球選手
- 1980年 - ローマン・ヴァイデンフェラー、サッカー選手
- 1981年 - 浦井健治、俳優
- 1981年 - 村田千鶴、お笑い芸人
- 1981年 - 村西哲幸、元プロ野球選手
- 1981年 - ポート・ディアーナ、フィギュアスケート選手
- 1982年 - 平子裕基、スピードスケート選手
- 1982年 - ケビン・ヴァン・デル・ペレン、フィギュアスケート選手
- 1982年 - ジャスティン・ジャマーノ、プロ野球選手
- 1983年 - ロビン・ファン・ペルシ、元サッカー選手
- 1983年 - 徳瀬川正直、元大相撲力士
- 1984年 - ナ酒渚、お笑い芸人（元尼神インター）
- 1984年 - 夏目三久、元アナウンサー
- 1984年 - 片山文男、元プロ野球選手
- 1985年 - バフェティンビ・ゴミス、サッカー選手
- 1986年 - 藤岡あや、ミュージカル俳優
- 1986年 - 平塚千瑛、グラビアアイドル、モデル
- 1986年 - 近藤晃央、歌手
- 1986年 - ジェイク・マギー、プロ野球選手
- 1987年 - 夏月、グラビアアイドル、モデル
- 1987年 - 平慶翔、政治家、元俳優
- 1987年 - 呂成海、元サッカー選手
- 1988年 - 窪田正孝、俳優
- 1989年 - 松本圭世、アナウンサー
- 1990年 - 麻生夏子、女優
- 1990年 - 松代大介、俳優
- 1990年 - 柳喬之、俳優
- 1990年 - 二階堂高嗣、アイドル、タレント（Kis-My-Ft2）
- 1990年 - 曹駿、プロレスラー
- 1990年 - エーレ・ハシュタ、フィギュアスケート選手
- 1990年 - ロレンツァ・アレッサンドリーニ、フィギュアスケート選手
- 1991年 - 渡邊ヒロアキ、歌手
- 1991年 - 高橋洋丞、元ラグビー選手
- 1991年 - 焦劉洋、競泳選手
- 1992年 - 伊藤沙耶、ファッションモデル
- 1992年 - ジェイミー夏樹、タレント、女優
- 1992年 - 大西沙織、声優
- 1992年 - 夏すみれ、プロレスラー
- 1992年 - 角田夏実、柔道選手、2024年パリ五輪金メダリスト
- 1992年 - 韓聰、フィギュアスケート選手
- 1992年 - 柴瑋、バスケットボール選手
- 1993年 - 石原夏織、声優、歌手（ゆいかおり）
- 1993年 - 南篤志、ラグビー選手
- 1993年 - 福井大輔、元俳優
- 1993年 - アリグザンドラ・ラウト、フィギュアスケート選手
- 1994年 - 中田花奈、タレント、プロ雀士（元乃木坂46）
- 1994年 - 大地葉、声優
- 1995年 - 中村瑠璃奈、ファッションモデル
- 1996年 - 石田佳蓮、AV女優、タレント（元アイドリング!!!28号）
- 1996年 - 太田美穂、競輪選手
- 1996年 - 黒瀬サラ、元アイドル（元仮面女子）
- 1997年 - 岩﨑果歩、NHKアナウンサー、元タレント
- 1997年 - 堀夏喜、ダンサー（FANTASTICS from EXILE TRIBE）
- 1997年 - 久米捺美、バスケットボール選手
- 1998年 - 茉白実歩、声優
- 1998年 - 越水遥、弁護士、タレント
- 1999年 - 中村里帆、ファッションモデル
- 1999年 - 岩野夏帆[14]、水球選手
- 1999年 - 矢野帆夏、アイドル（元STU48）
- 1999年 - 山本恵大、プロ野球選手
- 2000年 - 桂南海、落語家
- 2001年 - タイ・シンプキンス、俳優
- 2002年 - 平瀬美里、女優、歌手、タレント
- 2002年 - 山本彩加、元ファッションモデル、元アイドル（元NMB48）
- 2002年 - ティンク・ヘンス、プロ野球選手
- 2003年 - 稲山美優、サッカー選手
- 2004年 - 石塚瑶季、アイドル（日向坂46）
- 2005年 - 中村俊介、フィギュアスケート選手
- 2007年 - 北島岬、俳優、モデル
- 2008年 - 小森香乃、女優、グラビアアイドル
- 生年不詳 - 山田一法、作曲家、ソングライター、音楽プロデューサー
- 生年不詳 - 桑原草太、漫画家
- 生年不詳 - 渡辺あゆ、漫画家
- 生年不詳 - 大川千帆、声優
- 生年不詳 - 小出悦子、声優
- 生年不詳 - 高木優佳、声優
- 生年不詳 - 前川涼子、声優
- 生年不詳 - 西條三恵、元宝塚歌劇団月組娘役
- 生年不詳 - 松宮利佳、元ラジオパーソナリティ

## 忌日

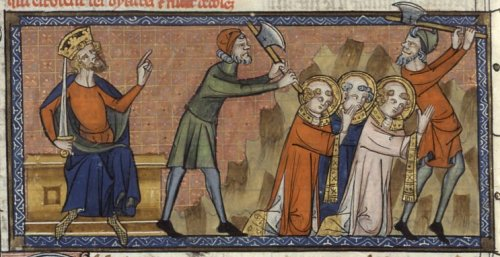
第24代ローマ教皇シクストゥス2世(?-258)、ウァレリアヌスの迫害を受け斬首。

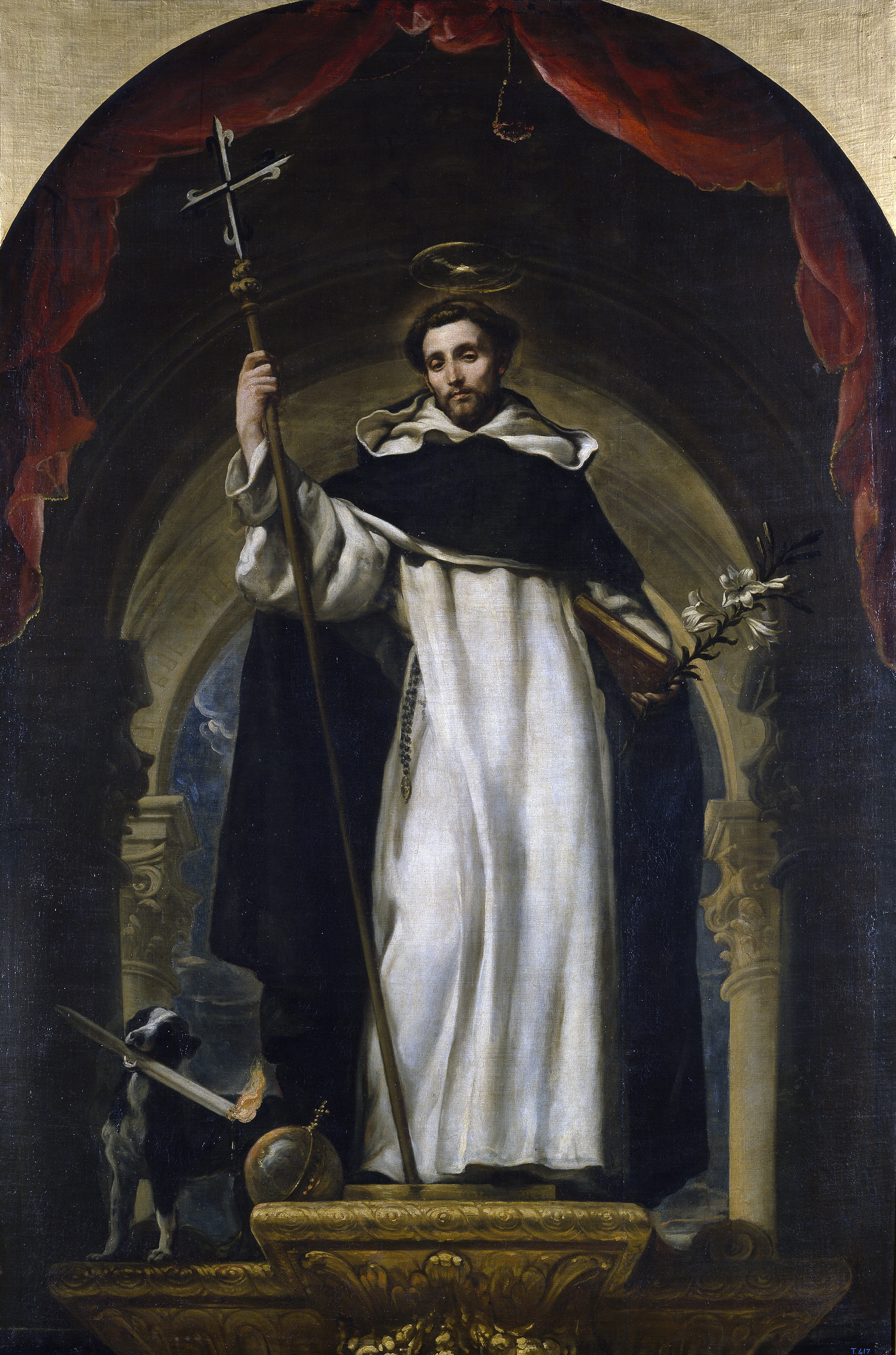
ドミニコ会創設者ドミニコ(1170-1221)没。

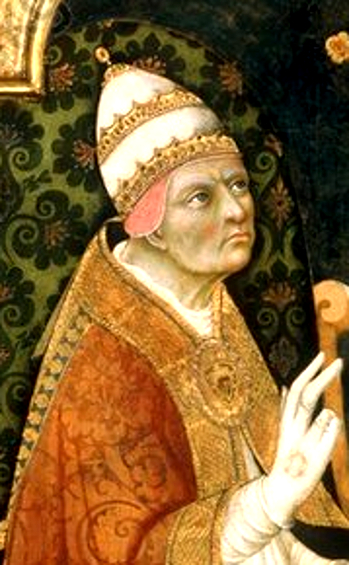
第209代ローマ教皇カリストゥス3世(1378-1458)没。

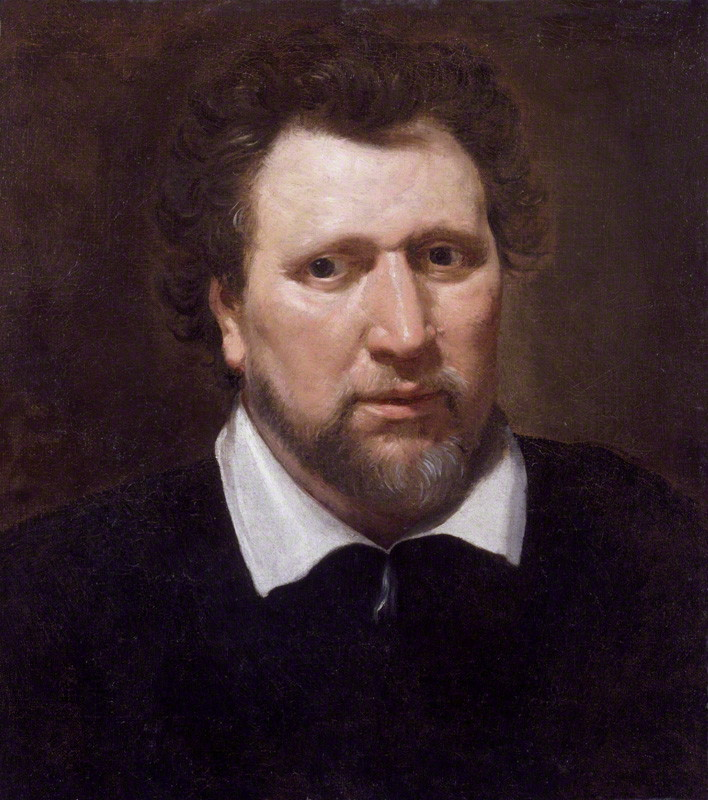
詩人ベン・ジョンソン(1572-1637)没。

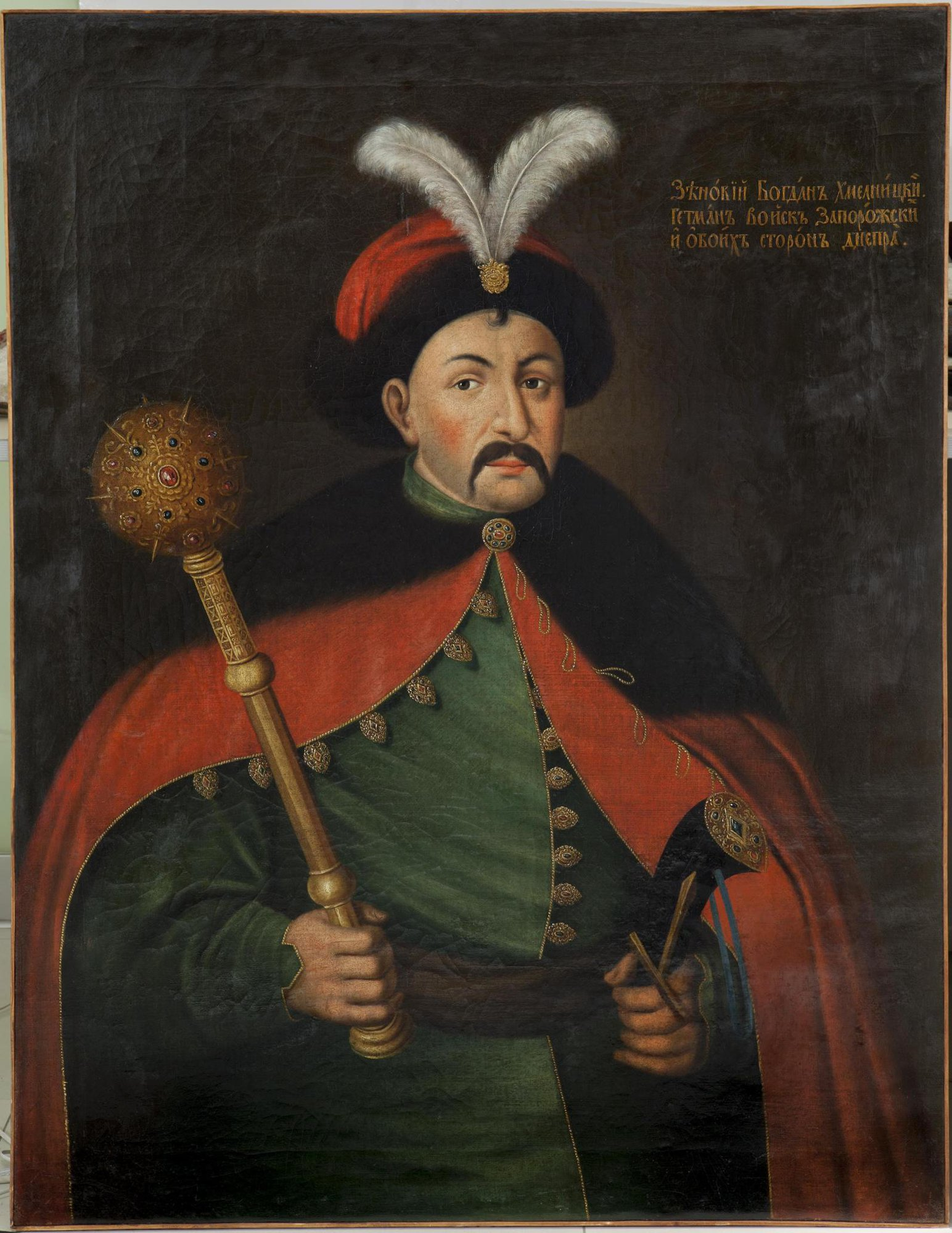
ウクライナ・コサックの指導者ボフダン・フメリニツキー(1595-1657)没。

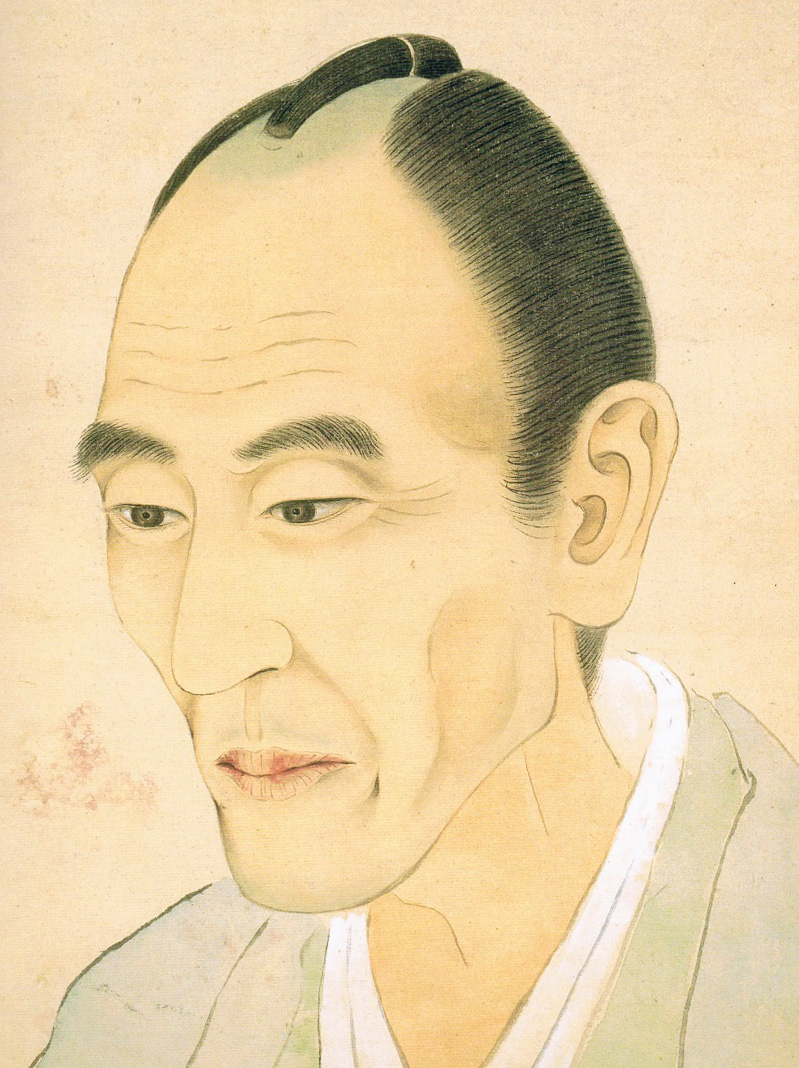
文人画家椿椿山(1801-1854)没。

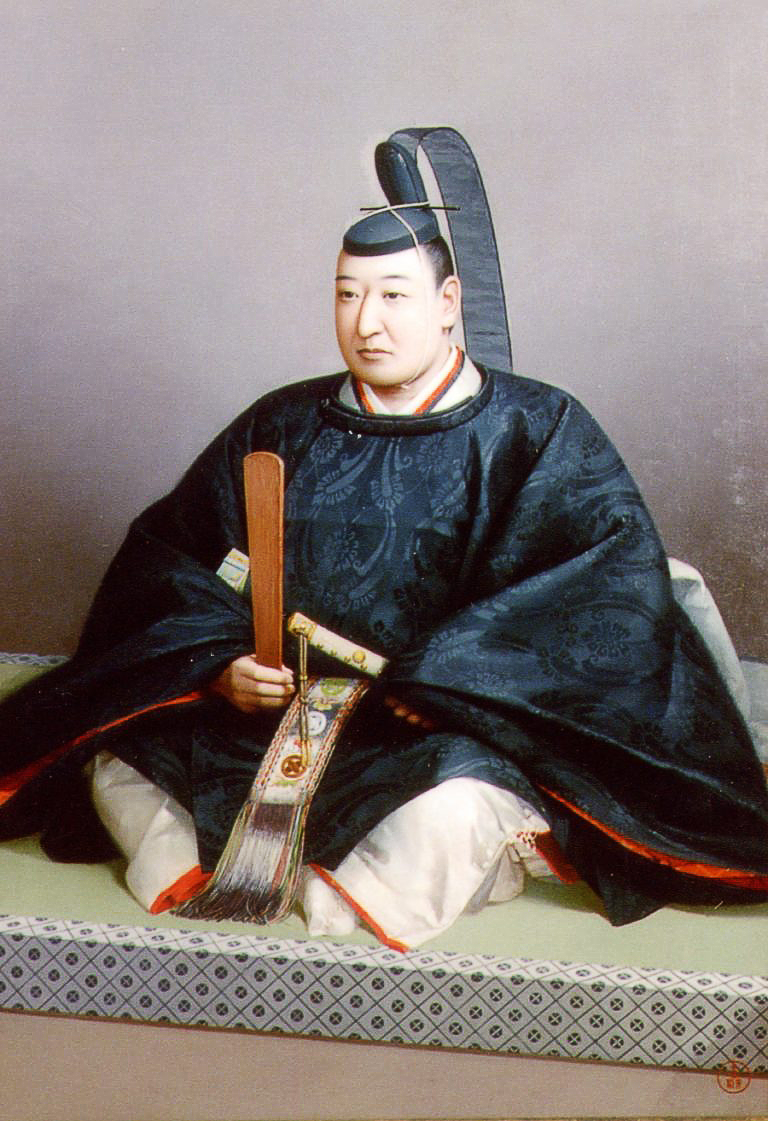
幕末の老中阿部正弘(1819-1857)没。

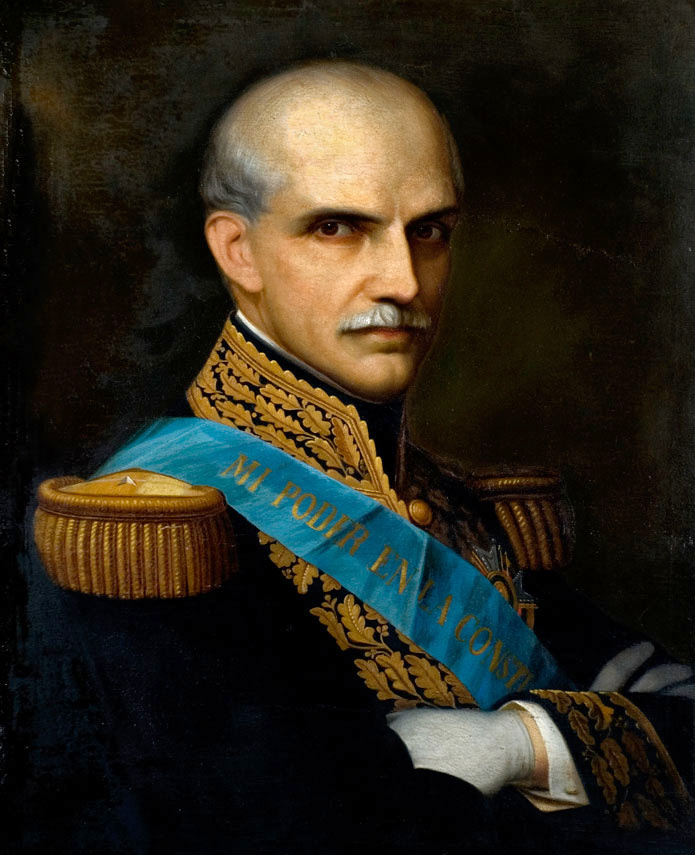
エクアドル大統領ガブリエル・ガルシア・モレノ(1821-1875)暗殺。

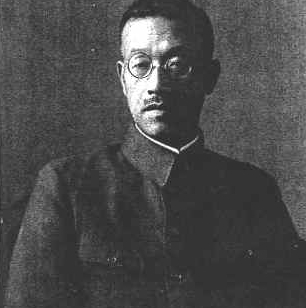
原爆投下時の広島市長粟屋仙吉(1893-1945)没。

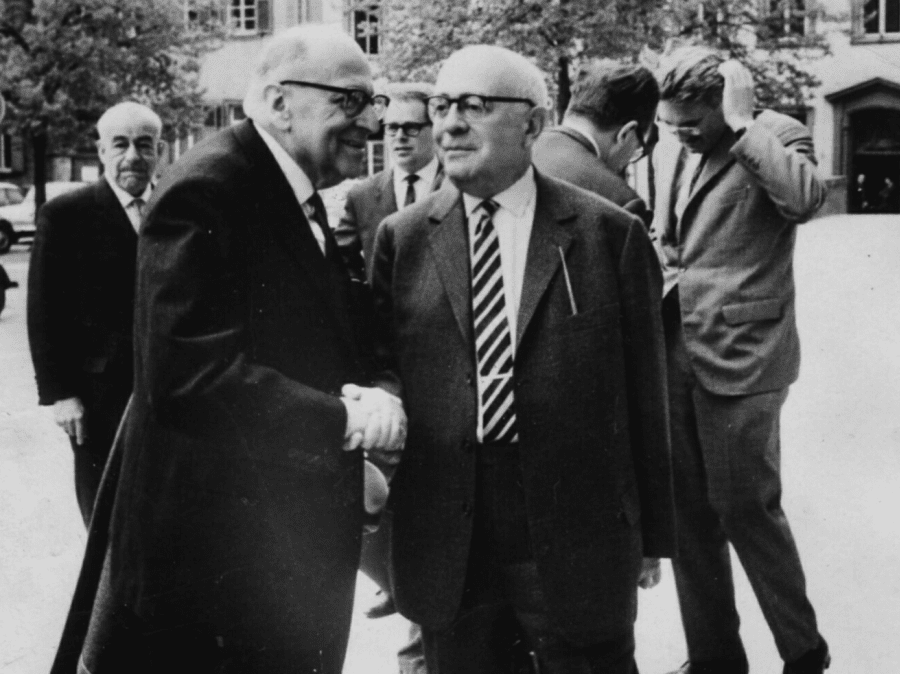
哲学者テオドール・アドルノ(右; 1903-1969)没。

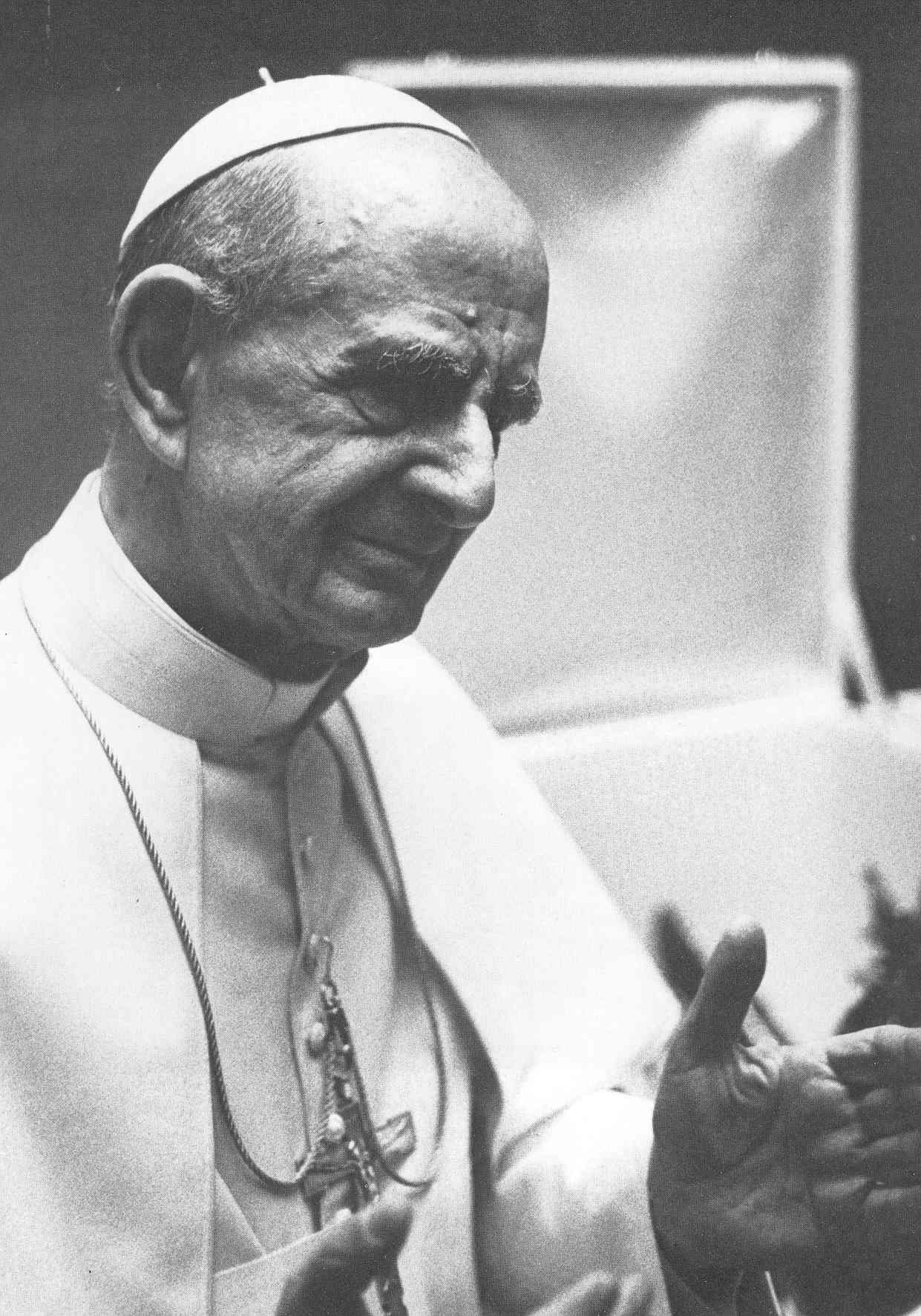
第262代ローマ教皇パウロ6世(1897-1978)没。

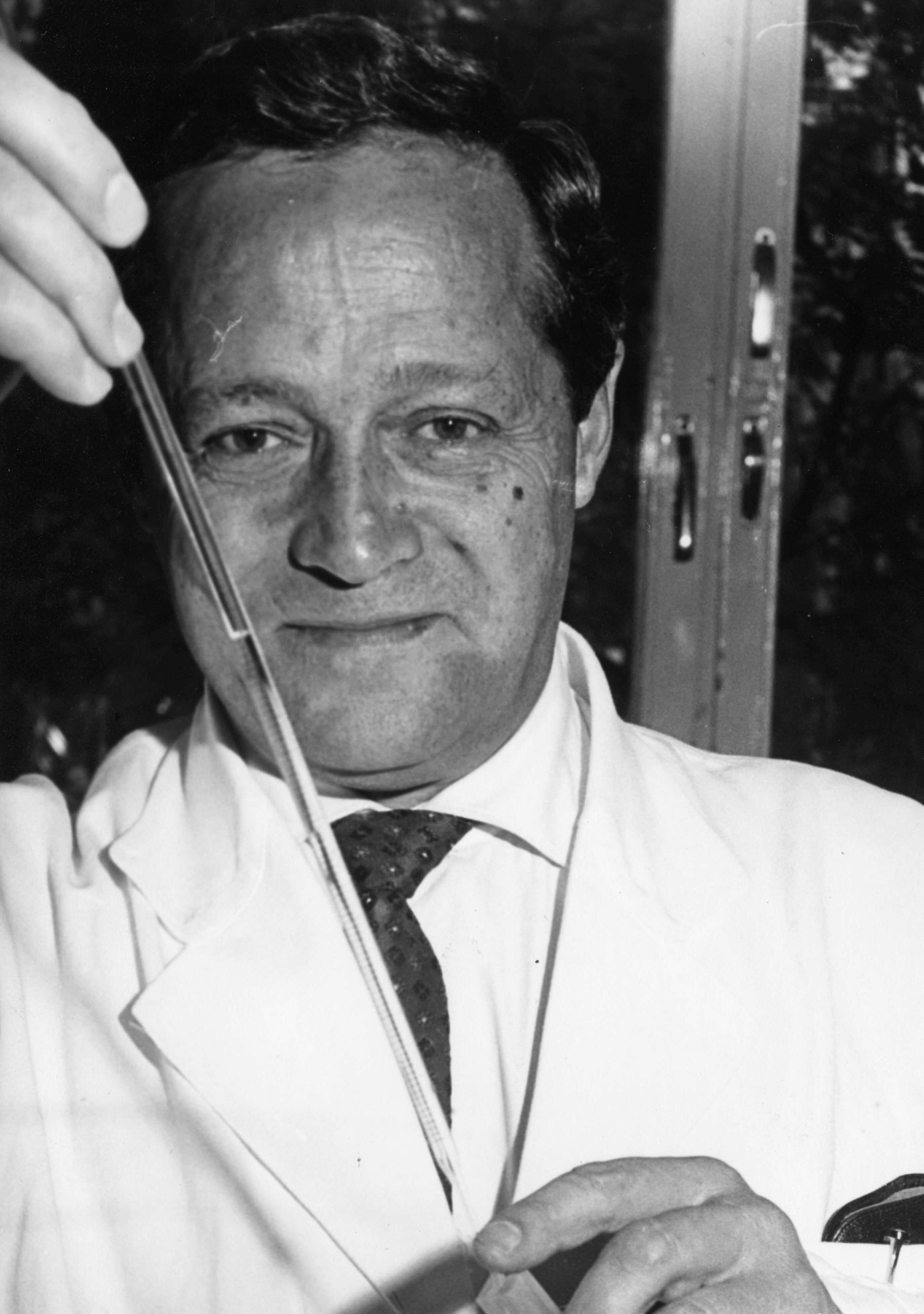
生化学者フェオドル・リュネン(1911-1979)没。

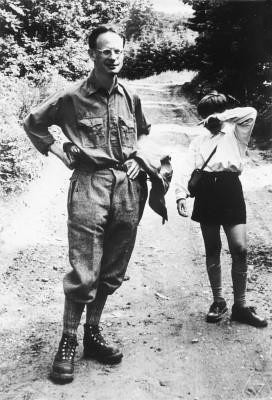
数学者アンドレ・ヴェイユ(1906-1998)没。

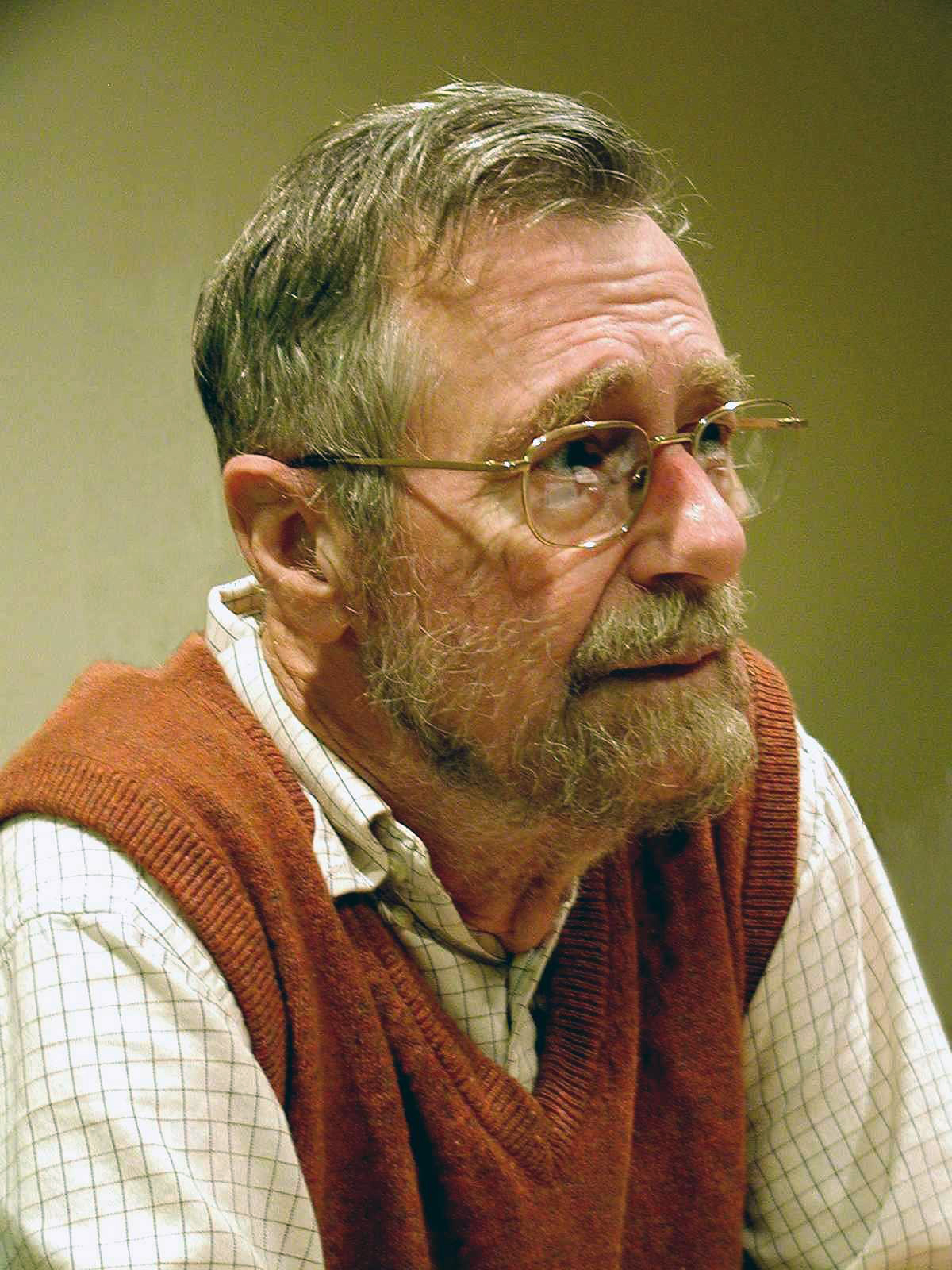
情報工学者エドガー・ダイクストラ(1930-2002)没。

- 258年 - シクストゥス2世、第24代ローマ教皇（* 生年不詳）
- 1162年 - ラモン・バランゲー4世、バルセロナ伯（* 1113年頃）
- 1195年 - ハインリヒ3世、ザクセン公（* 1129年）
- 1221年 - ドミニコ、ドミニコ会創設者、カトリック教会の聖人（* 1170年）
- 1272年 - イシュトヴァーン5世、ハンガリー王（* 1239年）
- 1328年 - ガレアッツォ1世・ヴィスコンティ、ミラノの僭主（* 1277年）
- 1414年 - ラディズラーオ1世、ナポリ王（* 1376年）
- 1458年 - カリストゥス3世、第209代ローマ教皇（* 1378年）
- 1520年 - クニグンデ・フォン・エスターライヒ、バイエルン大公アルブレヒト4世の妃（* 1465年）
- 1530年 - ヤコポ・サンナザーロ（英語版）、詩人、人文主義者（* 1458年）
- 1609年 - アンドレ・デュ・ローランス（英語版）、医師（* 1558年）
- 1637年 - ベン・ジョンソン、詩人、劇作家（* 1572年）
- 1639年 - ハンス・ファン・ステーンヴィンケル（オランダ語版）、建築家（* 1587年）
- 1657年 - ボフダン・フメリニツキー、ウクライナ・コサックのヘーチマン（* 1595年）
- 1660年 - ディエゴ・ベラスケス、画家（* 1599年）
- 1688年 - ゲオルク・ザムエル・デルフェル、天文学者（* 1643年）
- 1706年 - ジャン＝バティスト・デュアメル、フランス科学アカデミー事務局長（* 1624年）
- 1742年 - ザムゾン・ヴェルトハイマー、宮廷ユダヤ人（* 1658年）
- 1746年 - クリスチャン6世、デンマーク王（* 1699年）
- 1753年 - ゲオルク・ヴィルヘルム・リヒマン、物理学者（* 1711年）
- 1761年（宝暦11年7月6日） - 野呂元丈、蘭学者（* 1694年）
- 1767年 - ヨハン・クリストフ・フォン・バルテンシュタイン、カール6世の官房長（* 1689年）
- 1782年 - ニコラ・シェドヴィル、作曲家、オーボエ奏者（* 1705年）
- 1784年 - カール・コハウト（英語版）、外交官、リュート奏者、作曲家（* 1726年）
- 1820年 - アントニン・ヴラニツキー、ヴァイオリニスト、作曲家（* 1761年）
- 1848年 - ニコラ・ヴァッカイ、作曲家、歌唱指導者（* 1790年）
- 1854年（安政元年7月13日） - 椿椿山、文人画家（* 1801年）
- 1857年（安政4年6月17日） - 阿部正弘、幕末の老中、福山藩主（* 1819年）
- 1875年 - ガブリエル・ガルシア・モレノ、政治家、エクアドル大統領（* 1821年）
- 1879年 - ヨハン・フォン・ラモント、天文学者（* 1805年）
- 1890年 - ウィリアム・ケムラー、電気椅子で処刑された最初の人物（* 1860年）
- 1904年 - エドゥアルト・ハンスリック、クラシック音楽評論家（* 1825年）
- 1914年 - エレン・アクソン・ウィルソン（英語版）、ウッドロウ・ウィルソン第28代米国大統領の妻（* 1860年）
- 1916年 - フランツ・エッケルト、作曲家（* 1852年）
- 1923年 - 寺尾寿、天文学者（* 1855年）
- 1931年 - ビックス・バイダーベック、ジャズコルネット奏者（* 1903年）
- 1935年 - 方志敏（中国語版）、革命家、政治家（* 1899年）
- 1937年 - アルフレート・ヴィルム、冶金学者（* 1869年）
- 1942年 - アンナ、隔離児（* 1932年）
- 1945年 - ハイラム・ジョンソン、カリフォルニア州知事（* 1866年）
- 1945年 - 大塚惟精、内務官僚、政治家、元栃木・福岡・石川・広島県知事（* 1884年）
- 1945年 - 小谷一雄、軍人（* 1891年）
- 1945年 - 粟屋仙吉、内務官僚、政治家、元広島市長（* 1893年）
- 1945年 - 田中勝之助、政治家（* 1901年）
- 1945年 - 森下彰子、女優（* 1922年）
- 1946年 - ブランチ・ビングリー、テニス選手（* 1863年）
- 1946年 - トニー・ラゼリ、元プロ野球選手（* 1903年）
- 1954年 - エミリー・ディオンヌ、ディオンヌ家の五つ子姉妹の1人（* 1934年）
- 1958年 - モーリス・ジェルモー、テニス選手（* 1882年）
- 1959年 - プレストン・スタージェス、映画監督、脚本家（* 1898年）
- 1960年 - 村井多嘉子、料理研究家（* 1880年）
- 1964年 - セドリック・ハードウィック、俳優（* 1893年）
- 1965年 - 岸本水府、川柳作家、コピーライター（* 1892年）
- 1965年 - 田中三郎、映画評論家、キネマ旬報創刊者（* 1899年）
- 1966年 - コードウェイナー・スミス、小説家、SF作家（* 1913年）
- 1969年 - テオドール・アドルノ、哲学者、社会学者（* 1903年）
- 1969年 - 久野久、地球科学者（* 1910年）
- 1970年 - 末綱恕一、数学者（* 1898年）
- 1971年 - ジェニソン・ヒートン、ボブスレー、スケルトン選手、1928年サンモリッツ五輪金メダリスト（* 1904年）
- 1973年 - フルヘンシオ・バティスタ、政治家、軍人（* 1901年）
- 1976年 - グレゴール・ピアティゴルスキー、チェロ奏者（* 1903年）
- 1977年 - アレクサンダー・バスタマンテ、政治家、ジャマイカ首相（* 1884年）
- 1978年 - パウルス6世、第262代ローマ教皇（* 1897年）
- 1978年 - エドワード・ダレル・ストーン、建築家（* 1902年）
- 1979年 - フェオドル・リュネン、生化学者（* 1911年）
- 1980年 - マリノ・マリーニ、画家、彫刻家、版画家（* 1901年）
- 1980年 - 勅使河原霞、華道家、草月流二代目家元（* 1932年）
- 1981年 - 増井清、獣医学者（* 1887年）
- 1983年 - 迫静二、銀行家、富士銀行初代頭取（* 1898年）
- 1983年 - クラウス・ノミ、歌手（* 1944年）
- 1986年 - 平岡敏男、ジャーナリスト、元毎日新聞社社長（* 1909年）
- 1988年 - フランシス・ポンジュ、詩人（* 1899年）
- 1990年 - ゴードン・バンシャフト、建築家（* 1909年）
- 1991年 - 金井元彦、官僚、政治家、第43代行政管理庁長官、元兵庫県知事・青森県知事、第3代兵庫県立近代美術館（* 1903年）
- 1991年 - マックス・ロスタル、ヴァイオリニスト（* 1905年）
- 1991年 - 八田竹男、興行師、芸能プロモーター、元吉本興業社長（* 1914年）
- 1993年 - テックス・ヒューソン（英語版）、元プロ野球選手（* 1916年）
- 1994年 - 中古智、映画美術監督（* 1912年）
- 1994年 - ドメニコ・モドゥーニョ、シンガーソングライター（* 1928年）
- 1996年 - 新城常三、歴史学者（* 1911年）
- 1997年 - 小林進、農民運動家、政治家（* 1910年）
- 1998年 - アンドレ・ヴェイユ、数学者（* 1906年）
- 2000年 - ジョアン・トリンブル、作曲家（* 1915年）
- 2000年 - 宮川毅、ジャーナリスト、翻訳家（* 1925年）
- 2000年 - 谷村昌彦、俳優（* 1927年）
- 2000年 - 清川泰次、洋画家（* 1919年）
- 2001年 - 青木正久、政治家、元環境庁長官（* 1923年）
- 2001年 - 野平祐二、騎手、調教師（* 1928年）
- 2001年 - ダン・ユマ、俳優、映画監督、映画プロデューサー（* 1931年）
- 2002年 - ジャン・ソヴァニャルグ、外交官、政治家、第6代フランス外務大臣（* 1915年）
- 2002年 - 政木和三、発明家、科学者、元大阪帝国大学工学部工作センター長（* 1916年）
- 2002年 - 林知己夫、統計学者（* 1918年）
- 2002年 - 上浪明子[15]、声楽家（* 1925年）
- 2002年 - エドガー・ダイクストラ、情報工学者、構造化プログラミングを提唱（* 1930年）
- 2004年 - ジョゼフ＝マリー・ロ・デュカ、著述家（* 1910年）
- 2004年 - リック・ジェームス、ファンクミュージシャン（* 1948年）
- 2005年 - イブライム・フェレール、歌手（* 1927年）
- 2005年 - ロビン・クック、イギリス外相（* 1946年）
- 2006年 - 鈴置洋孝、声優、俳優（* 1950年）
- 2007年 - 門上千恵子、弁護士、日本初の女性検事（* 1914年）
- 2007年 - エリー・ド・ロスチャイルド（英語版）、銀行家、葡萄園経営者（* 1917年）
- 2007年 - アトル・セルバーグ、数学者（* 1917年）
- 2007年 - 松村禎三、作曲家、東京芸術大学名誉教授（* 1929年）
- 2007年 - 綾部恒雄、文化人類学者、筑波大学名誉教授（* 1930年）
- 2008年 - 竹山恭二、アナウンサー、映像作家（* 1931年）
- 2008年 - ジャド・テイラー（英語版）、俳優、ディレクター、プロデューサー（* 1932年）
- 2008年 - 水原英子、女優（* 1942年）
- 2008年 - 持永哲志、政治活動家（* 1960年）
- 2009年 - リカルド・カシン（英語版）、登山家、登山用具開発者、作家（* 1909年）
- 2009年 - サフカ・ダブチェヴィッチ＝クチャル（クロアチア語版）、政治家、経済学者（* 1923年）
- 2009年 - 音羽たかし（牧野剛）、作詞家、訳詞家、音楽ディレクター（* 1925年）
- 2009年 - ジョン・ヒューズ、映画監督（* 1950年）
- 2009年 - 石塚武生、ラグビー選手、指導者（* 1952年）
- 2010年 - 南美江、女優（* 1915年）
- 2010年 - 塩川二朗[16]、化学者、大阪大学名誉教授（* 1924年）
- 2010年 - 幡谷豪男、政治家、第17代大阪府堺市長（* 1929年）
- 2010年 - トニー・ジャット、歴史学者（* 1948年）
- 2011年 - 浅越桂一、元プロ野球選手（* 1936年）
- 2012年 - アルフレッド・ラヴェル、電波天文学者、 ジョドレルバンク天文台設立者（* 1913年）
- 2012年 - ルッジェーロ・リッチ、ヴァイオリニスト（* 1918年）
- 2012年 - 大谷勇[17]、実業家、元エスイーシー（現SECカーボン）社長（* 1920年）
- 2012年 - マーヴィン・ハムリッシュ、作曲家（* 1944年）
- 2012年 - リチャード・クラガン、バレエダンサー、指導者、振付師（* 1944年）
- 2013年 - 安倍北夫、社会心理学者、東京外国語大学名誉教授（* 1922年）
- 2013年 - 鎌田博夫、フランス文学者、東北大学名誉教授（* 1924年）
- 2013年 - 森浩一、考古学者、同志社大学名誉教授（* 1928年）
- 2013年 - 落合和雄[18]、実業家、元東急建設社長（* 1941年）
- 2014年 - 益井欽一[19]、実業家、文英堂名誉会長（* 1922年）
- 2014年 - 山上樹実雄、俳人（* 1931年）
- 2015年 - 窪川健造、映画監督（* 1930年）
- 2015年 - 櫻田真人、政治家、元北海道北見市長（* 1963年）
- 2016年 - 梅津栄、俳優（* 1928年）
- 2017年 - 上原康助、労働運動家、政治家、第59代北海道開発庁長官、第24代国土庁長官（* 1932年）
- 2017年 - ベティ・カスバート、陸上競技選手、1964年東京オリンピック金メダリスト（* 1938年）
- 2017年 - ウラジミール・ダマリ[20]、画家（* 1942年）
- 2017年 - デイヴィッド・マスランカ、作曲家（* 1943年）
- 2017年 - ドン・ベイラー、元プロ野球選手（* 1949年）
- 2017年 - 岸井大太郎、法学者、法政大学名誉教授（* 1953年）
- 2017年 - ダレン・ドールトン、プロ野球選手（* 1962年）
- 2018年 - ポール・ラクサルト（英語版）、弁護士、政治家、第22代アメリカ合衆国ネバダ州知事（* 1922年）
- 2018年 - クリスティアン・ハビヒト（ドイツ語版）、古代歴史家、碑文学者（* 1926年）
- 2018年 - ジョエル・ロブション、シェフ（* 1945年）
- 2019年 - 平野和男、実業家、元大同生命保険社長（* 1932年）
- 2019年 - ディートリッヒ・シュタウファー、物理学者（* 1943年）
- 2019年 - 大橋寛明[21]、裁判官、元札幌高等裁判所長官（* 1949年）
- 2019年 - スシュマ・スワラージ、政治家、元デリー市首相、インド外務大臣（* 1952年）
- 2020年 - ブレント・スコウクロフト、軍人、元アメリカ空軍中将、元国家安全保障問題担当大統領補佐官（* 1925年）
- 2020年 - 鯉江良二、陶芸家（* 1938年）
- 2020年 - 赤木洋勝、薬学者、元国立水俣病総合研究センター国際総合研究部長（* 1942年）
- 2020年 - ベルナール・スティグレール、哲学者（* 1952年）
- 2020年 - ヴァーン・ラムゼイ（英語版）、ベーシスト（* 1973年）
- 2021年 - 吉原公一郎、ジャーナリスト、作家（* 1928年）
- 2021年 - 竹田晃、中国文学研究者、東京大学・明海大学名誉教授（* 1930年）
- 2021年 - ドナルド・ケーガン、歴史学者（* 1932年）
- 2021年 - トレヴァー・ムーア、俳優、映画監督（* 1980年）
- 2021年 - イェウヘーン・ソトニコフ、柔道家（* 1980年）
- 2022年 - カルロ・ボノーミ、俳優、声優（* 1937年）
- 2022年 - 青木新門、作家、詩人（* 1937年）
- 2023年 - 丹保憲仁、環境工学者、北海道大学・放送大学名誉教授、元北海道立総合研究機構理事長（* 1933年）
- 2023年 - ガッダー（英語版）、詩人、歌手、政治活動家（* 1949年）
- 2023年 - 入江純、女優、声優（* 1970年）
- 2023年 - 陳匡栄（中国語版）、ギタリスト、作曲家、音楽プロデューサー（* 1971年）
- 2023年 - ヴェニアミン・マンドリキン、サッカー選手（* 1981年）
- 2024年 - ジェームズ・ビョルケン、理論物理学者、スタンフォード大学名誉教授、SLAC国立加速器研究所名誉教授（* 1934年）
- 2024年 - 稲垣美穂子、女優（* 1938年）
- 2024年 - 佐桑徹、ジャーナリスト、団体職員（* 1958年）
- 2024年 - ビリー・ビーン、プロ野球選手（* 1964年）

## 記念日・年中行事

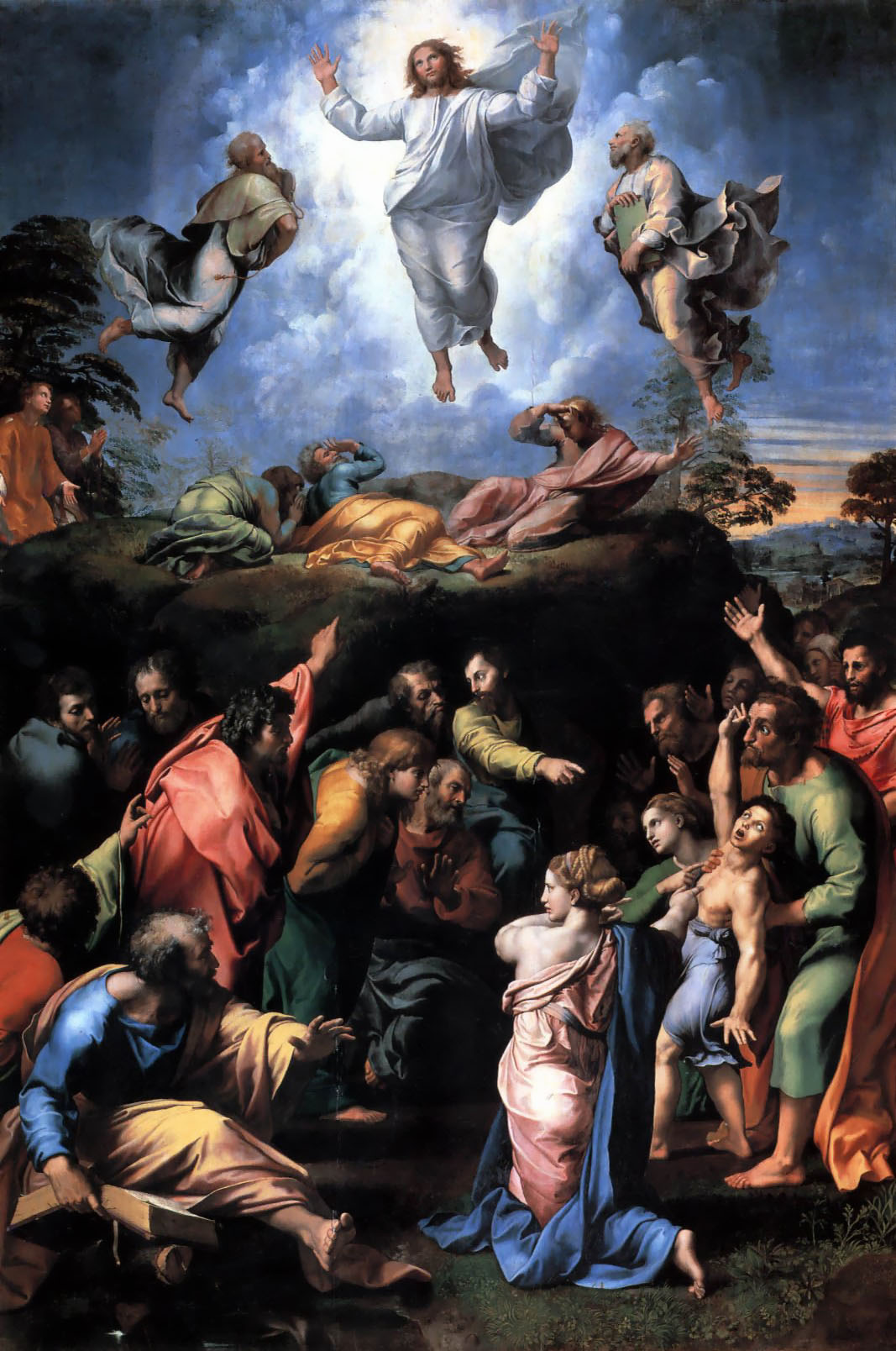
ラファエロ・サンティ『キリストの変容』

- 広島平和記念日・広島原爆忌・原爆死没者慰霊式（ 日本）
1945年8月6日午前8時15分に、米軍のB-29爆撃機「エノラ・ゲイ」により、原子爆弾「リトルボーイ」が広島に投下された（広島市への原子爆弾投下）。これにより、一瞬のうちに14万人が死亡し、市街は壊滅した。この歴史的悲劇から目をそむけないために、犠牲者の霊を慰め、世界平和を祈るために、この日に広島市では原爆慰霊祭が行われる。
- 雨水の日（ 日本）
1994年のこの日、東京都墨田区で雨水利用国際会議が開かれたことにちなみ、墨田区が1995年に制定[22]。
- 太陽熱発電の日（ 日本）
1981年のこの日、香川県仁尾町（現 三豊市）の電源開発・仁尾太陽熱試験発電所で世界初の太陽熱発電が行われた。
- ハムの日（ 日本）
8と6で「ハ(8)ム(6)」の語呂合わせから。日本においては小売店・スーパーマーケット等が自主的に特売日とすることがみられる。
- バルーンの日（ 日本）
8と6で「バ（8）ルー（6）ン」の語呂合わせから。バルーンを使ってメッセージを届け、笑顔あふれる一日にしたいとの願いが込められている。岡山県岡山市の株式会社アップビートバルーンが制定。
- ヤムヤムズの日（ 日本）
8と6で「ヤ（8）ム（6）」と読む語呂合わせから。1989年にアメリカのホールマーク社で生まれたキャラクター「yumyums（ヤムヤムズ）」の魅力を日本でより広く知ってもらうことが目的。ヤムヤムズの誕生25周年を記念して、2014年に株式会社日本ホールマークが制定[23]。
- 仙台七夕まつり（ 日本）
宮城県仙台市で行われる七夕まつり。神奈川県平塚市の「湘南ひらつか七夕まつり」、愛知県安城市の「安城七夕まつり」とともに日本三大七夕まつりに数えられる。仙台藩祖伊達政宗の時代から続く伝統行事で、旧暦7月7日の行事であったが、 仙台七夕まつりではその季節感に合わせるため、新暦に1ヵ月を足した暦である中暦を用い、8月6日から8月8日に開催されている。
- ハチロク（#86）の日（ 日本）
トヨタ・AE86型カローラレビン/スプリンタートレノに関するイベントが行われる。(また、2014年現在ではここにトヨタ・86/スバル・BRZが加わった。)[24]
- 独立記念日（ ボリビア）
1825年のこの日、ボリビアがスペインから独立した。
- 独立記念日（ ジャマイカ）
1962年のこの日、ジャマイカがイギリスから独立した。
- 主イエスの変容の祝日（東方教会・カトリック教会・聖公会）
イエスが、ペテロとヤコブとその兄弟ヨハネだけを連れて高い山に登られた。すると弟子たちの前でイエスの顔は太陽のように輝き、衣は光のように白くなった。そして、モーセとエリヤが現れ、受難について語り合った。また、光り輝く雲がペテロらを覆い、神の声が下った。（マタイの福音書17：1～13）（マルコの福音書9：2～13）（ルカの福音書9：28～36）
上記聖書に記載された出来事を記念するもので、「主の変容」が受難の40日前という伝承に基づき、十字架称賛の祝日（9月14日）の40日前の8月6日に祝われるようになった。キリスト教美術のテーマで、各地の教会に作品が残る。